# Дештеґан
Дештеґан (перс. دشتگان) — село в Ірані, у дегестані Калаштар, у Центральному бахші, шагрестані Рудбар остану Ґілян. За даними перепису 2006 року, його населення становило 109 осіб, що проживали у складі 35 сімей.

## Клімат
Середня річна температура становить 14,78 °C, середня максимальна – 28,58 °C, а середня мінімальна – 0,34 °C. Середня річна кількість опадів – 580 мм.
| Клімат поселення                              | Клімат поселення | Клімат поселення | Клімат поселення | Клімат поселення | Клімат поселення | Клімат поселення | Клімат поселення | Клімат поселення | Клімат поселення | Клімат поселення | Клімат поселення | Клімат поселення | Клімат поселення |
| Показник                                      | Січ.             | Лют.             | Бер.             | Квіт.            | Трав.            | Черв.            | Лип.             | Серп.            | Вер.             | Жовт.            | Лист.            | Груд.            |                  |
| Середній максимум, °C                         | 12,41            | 11,68            | 12,77            | 19,08            | 22,65            | 27,05            | 28,57            | 28,58            | 25,05            | 20,96            | 17,02            | 12,41            |                  |
| Середня температура, °C                       | 6,74             | 6,00             | 7,12             | 13,43            | 16,98            | 21,39            | 24,08            | 24,10            | 20,57            | 16,46            | 12,54            | 7,92             |                  |
| Середній мінімум, °C                          | 1,09             | 0,34             | 1,46             | 7,77             | 11,32            | 15,72            | 19,60            | 19,60            | 16,09            | 11,98            | 8,06             | 3,44             |                  |
| Норма опадів, мм                              | 56               | 48               | 70               | 59               | 31               | 16               | 15               | 21               | 39               | 63               | 70               | 92               |                  |
| Середньомісячна швидкість вітру, м/с          | 2.17             | 2.53             | 2.55             | 2.57             | 2.40             | 2.51             | 2.54             | 2.20             | 2.07             | 1.80             | 1.90             | 2.12             |                  |
| Середньомісячна сонячна радіація, кДж/м²·день | 7389             | 9747             | 11791            | 16206            | 20324            | 22982            | 23523            | 20275            | 16915            | 11919            | 9122             | 7146             |                  |
| --------------------------------------------- | ---------------- | ---------------- | ---------------- | ---------------- | ---------------- | ---------------- | ---------------- | ---------------- | ---------------- | ---------------- | ---------------- | ---------------- | ---------------- |
| Джерело:                                      |                  |                  |                  |                  |                  |                  |                  |                  |                  |                  |                  |                  |                  |